# Jaan Puidet
Jaan Puidet (Tallinn, 4 gennaio 1992) è un cestista estone.

## Palmarès
- Campionato estone: 1

Kalev/Cramo: 2010-11